# Tiro nos Jogos Olímpicos de Verão de 1908

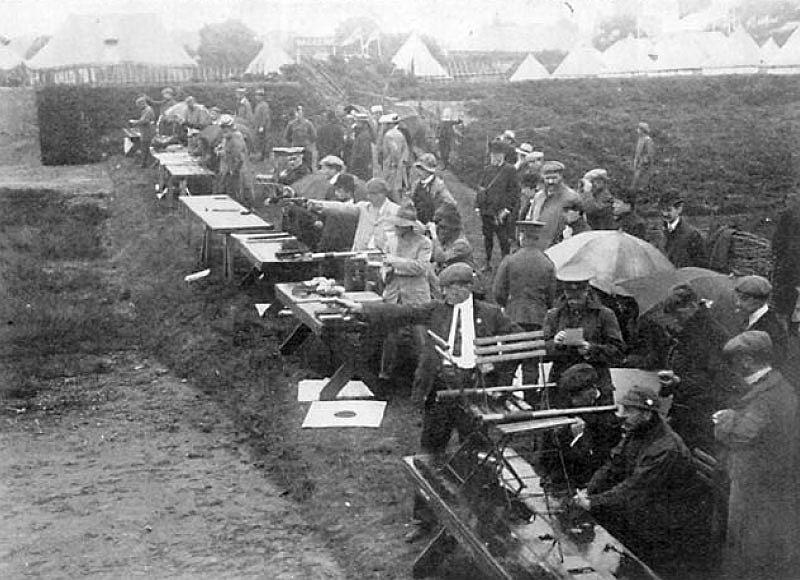
Atiradores posicionados para a disputa de pistola rápida do tiro em Londres 1908

O tiro nos Jogos Olímpicos de Verão de 1908 foi realizado em regiões próximas a Londres, no Reino Unido, com quinze eventos disputados. O esporte voltou ao programa olímpico após ficar ausente dos Jogos anteriores em Saint Louis. Todos as provas realizaram-se Bisley, Surrey, com exceção da fossa olímpica que disputou-se em Uxendon.

## Eventos do tiro
Masculino: Carabina livre 1000 jardas | Carabina livre 300 metros | Carabina livre por equipe | Carabina militar por equipe | Carabina 50 m - fixo | Carabina 25 yd - móvel | Carabina 25 yd - ponto cego | Carabina 50 m por equipe | Tiro simples ao veado | Tiro simples ao veado por equipe | Tiro duplo ao veado | Pistola rápida individual | Pistola rápida por equipe | Fossa olímpica individual | Fossa olímpica por equipe

## Carabina livre 1000 yd masculino
| Pos. | País                 | Atletas        | Pontos |
| ---- | -------------------- | -------------- | ------ |
|      | Grã-Bretanha (GBR)   | Joshua Millner | 98     |
|      | Estados Unidos (USA) | Kellogg Casey  | 93     |
|      | Grã-Bretanha (GBR)   | Maurice Blood  | 92     |

## Carabina livre 300 m masculino
| Pos. | País                 | Atletas         | Pontos |
| ---- | -------------------- | --------------- | ------ |
|      | Noruega (NOR)        | Albert Helgerud | 909    |
|      | Estados Unidos (USA) | Harry Simon     | 887    |
|      | Noruega (NOR)        | Ole Sæther      | 883    |

## Carabina livre por equipe masculino
| Ouro | Prata | Bronze |
| Noruega (NOR) Total pontos: 5055 Albert Helgerud Ole Sæther Gudbrand Skatteboe Olaf Sæter Julius Braathe Einar Liberg | Suécia (SWE) Total pontos: 4711 Gustaf Adolf Jonsson Per-Olof Arvidsson Axel Jansson Gustav-Adolf Sjöberg Claës Rundberg Janne Gustafsson | França (FRA) Total pontos: 4652 Léon Johnson Eugène Balme André Parmentier Albert Courquin Maurice Lecoq Raoul de Boigne |

## Carabina militar por equipe masculino
| Ouro | Prata | Bronze |
| Estados Unidos (USA) Total pontos: 2531 William Leuschner William Martin Charles Winder Kellogg Casey Ivan Eastman Charles Benedict | Grã-Bretanha (GBR) Total pontos: 2497 Harcourt Ommundsen Fleetwood Varley Arthur Fulton Philip Richardson William Padgett John Martin | Canadá (CAN) Total pontos: 2439 William Smith Charles Crowe Bruce Williams Dugald McInnis William Eastcott S. Harry Kerr |

## Carabina 50 m - fixo masculino
| Pos. | País               | Atletas        | Pontos |
| ---- | ------------------ | -------------- | ------ |
|      | Grã-Bretanha (GBR) | Arthur Carnell | 387    |
|      | Grã-Bretanha (GBR) | Harold Humby   | 386    |
|      | Grã-Bretanha (GBR) | George Barnes  | 385    |

## Carabina 25 yd - móvel masculino
| Pos. | País               | Atletas          | Pontos |
| ---- | ------------------ | ---------------- | ------ |
|      | Grã-Bretanha (GBR) | John Fleming     | 24     |
|      | Grã-Bretanha (GBR) | Michael Matthews | 24     |
|      | Grã-Bretanha (GBR) | William Marsden  | 24     |

## Carabina 25 yd - ponto cego masculino
| Pos. | País               | Atletas        | Pontos |
| ---- | ------------------ | -------------- | ------ |
|      | Grã-Bretanha (GBR) | William Styles | 45     |
|      | Grã-Bretanha (GBR) | Harold Hawkins | 45     |
|      | Grã-Bretanha (GBR) | Edward Amoore  | 45     |

## Carabina 50 m por equipe masculino
| Ouro                                                                                          | Prata | Bronze                                                                             |
| Grã-Bretanha (GBR) Total pontos: 771 Maurice Matthews Harold Humby William Pimm Edward Amoore | Suécia (SWE) Total pontos: 737 Wilhelm Carlberg Frans-Albert Schartau Johann Hübner von Holst Eric Carlberg | França (FRA) Total pontos: 710 Paul Colas André Regaud Léon Lécuyer Henri Bonnefoy |

## Tiro simples ao veado masculino
| Pos. | País               | Atletas          | Pontos |
| ---- | ------------------ | ---------------- | ------ |
|      | Suécia (SWE)       | Oscar Swahn      | 25     |
|      | Grã-Bretanha (GBR) | Ted Ranken       | 24     |
|      | Grã-Bretanha (GBR) | Alexander Rogers | 24     |

## Tiro duplo ao veado masculino
| Pos. | País                 | Atletas       | Pontos |
| ---- | -------------------- | ------------- | ------ |
|      | Estados Unidos (USA) | Walter Winans | 46     |
|      | Grã-Bretanha (GBR)   | Ted Ranken    | 46     |
|      | Suécia (SWE)         | Oscar Swahn   | 38     |

## Tiro simples ao veado por equipe masculino
| Ouro                                                                                 | Prata                                                                                         | Bronze |
| Suécia (SWE) Total pontos: 86 Alfred Swahn G. Arvid Knöppel Oscar Swahn Ernst Rosell | Grã-Bretanha (GBR) Total pontos: 85 Charles Nix William Lane-Joynt Walter Ellicott Ted Ranken | nenhum |

## Pistola rápida individual masculino
| Pos. | País                 | Atletas           | Pontos |
| ---- | -------------------- | ----------------- | ------ |
|      | Bélgica (BEL)        | Paul van Asbroeck | 490    |
|      | Bélgica (BEL)        | Réginald Storms   | 487    |
|      | Estados Unidos (USA) | James Gorman      | 485    |

## Pistola rápida por equipe masculino
| Ouro                                                                                          | Prata | Bronze |
| Estados Unidos (USA) Total pontos: 1914 James Gorman Irving Calkins John Dietz Charles Axtell | Bélgica (BEL) Total pontos: 1863 Paul van Asbroeck Réginald Storms Charles Paumier du Verger René Englebert | Grã-Bretanha (GBR) Total pontos: 1817 Jesse Wallingford Geoffrey Coles Henry Lynch-Staunton Walter Ellicott |

## Fossa olímpica individual masculino
| Pos. | País               | Atletas           | Pontos |
| ---- | ------------------ | ----------------- | ------ |
|      | Canadá (CAN)       | Walter Ewing      | 72     |
|      | Canadá (CAN)       | George Beattie    | 60     |
|      | Grã-Bretanha (GBR) | Alexander Maunder | 57     |

## Fossa olímpica por equipe masculino
| Ouro | Prata | Bronze |
| Grã-Bretanha (GBR) Total pontos: 407 Alexander Maunder James Pike Charles Palmer John Postans Frank Moore Peter Easte | Canadá (CAN) Total pontos: 405 Walter Ewing Donald McMackon George Beattie George Vivian Arthur Westover Mylie Fletcher | Grã-Bretanha (GBR) Total pontos: 372 George Whitaker Gerald H. Skinner John Hurst Butt William Morris Harold P. Creasey Richard Hutton |

## Quadro de medalhas do tiro
| Pos. | País               | Ouro | Prata | Bronze | Total |
| 1    | GBR Grã-Bretanha   | 6    | 7     | 8      | 21    |
| 2    | USA Estados Unidos | 3    | 2     | 1      | 6     |
| 3    | SWE Suécia         | 2    | 2     | 1      | 5     |
| 4    | NOR Noruega        | 2    | 0     | 1      | 3     |
| 5    | CAN Canadá         | 1    | 2     | 1      | 4     |
| 6    | BEL Bélgica        | 1    | 2     | 0      | 3     |
| 7    | FRA França         | 0    | 0     | 2      | 2     |